# Braccialetti rossi
Braccialetti rossi es una serie de televisión italiana emitida en Rai 1 del 26 de enero de 2014 al 1 de diciembre de 2016, tomada del libro de 2008 del mismo nombre.

## Sinopsis
La serie habla de un grupo de adolescentes y preadolescentes que, obligados a permanecer internados en un hospital por diversas enfermedades, forman una sólida amistad, y un grupo: Los Braccialetti rossi para tomar fuerzas, y tratar de sonreír aún en una situación como la de vivir en un hospital.

### Primera temporada
La serie cuenta la historia de los brazaletes Rossi, un grupo de chicos hospitalizados por diversas enfermedades, lo que unirá aún más a los 5 chicos. Leo, el líder, entrega a cada miembro un brazalete rojo (para luego repetir: Watanka, que se convertirá en la palabra simbólica del grupo), que había recibido durante sus discursos y que se convierten en el símbolo de su grupo. Para introducir la historia está el imprescindible Rocco, un niño de 11 años que lleva ocho meses en coma. Leone conocido como Leo, un chico de dieciséis años al que le amputaron una pierna a causa de un tumor pero, a pesar de todo, es un chico alegre y sarcástico que trata de combatir su enfermedad de la mejor manera posible. Ese día, Valentino, conocido como Vale, el subdirector que será compañero de cuarto de Leo, ingresa al hospital; por un tumor también tendrá que ser intervenido quirúrgicamente para amputarle una pierna. Vale es un chico tímido y reservado al que le encanta el surf y la pintura. También hay un nuevo compañero de piso para Rocco, Davide, el guapo, un chico de catorce años que está allí porque se desmayó durante un partido de fútbol. Al principio parece un matón, exacerbado por el hecho de que su padre le saca los problemas de trabajo gritándole, mientras que el chico se lleva bien con la nueva esposa del hombre, pero en el fondo David también tiene su lado bueno. El mismo día también llega otro chico, Antonio conocido como Toni il smarto, que tuvo un accidente mientras probaba a escondidas una moto en el taller de su abuelo. Mientras tanto Leo, tras hacerse amigo de Vale, conoce a Cristina, conocida como Cris, la chica de dieciocho años que sufre de anorexia. El día que Vale llega al hospital, él y Leo van a espiarla y, después de que la chica los descubre, los dos le ofrecen hacer una fiesta para despedirse de la pierna de Vale y ella acepta. Por la noche, Cris va al baño de los niños y los dos tienen el último baile, se abrazan y se dan cuenta de que tienen sentimientos el uno por el otro, aunque más tarde Cris estará indeciso entre él y Leo, y finalmente elegirá a este último.
En el cuarto episodio, Davide, que se ha vuelto más dulce con el tiempo, se somete a una operación de corazón que falla y muere. Los demás chicos, ajenos a todo, están celebrando el cumpleaños de Leo. Gracias a la ayuda de Rocco, Toni logra hablar por última vez con Davide. Le pide que les diga a los chicos que estará bien y que nunca imaginó que encontraría amigos especiales como ellos. Toni corre hacia los otros Brazaletes para anunciar la muerte de su amigo. En el penúltimo episodio, Leo, Vale, Cris y Toni le piden a la Dra. Lisandri poder ir al funeral de su amiga, pero ella no puede permitir que los pacientes menores de edad salgan del hospital. Gracias a su entereza y la ayuda de algunas enfermeras, los jóvenes protagonistas llegan a la iglesia y se despiden de Davide. Unos días después, Vale, Cris y Toni reciben el alta y tienen que volver a casa, tras despedirse con su lema, "¡Watanka!" . Leo, animado por Vale, se acerca a Cris y le susurra al oído "Te amo". La temporada termina con el despertar de Rocco y con el inicio oficial de la relación entre Leo y Cris.

### Segunda temporada
Tras los hechos de la primera temporada, el grupo de la pulsera roja parece haberse disuelto: solo Leo y Rocco permanecieron en el hospital, mientras que Cris, Vale y Toni fueron dados de alta. Davide, un espíritu que solo Toni puede ver y oír, sigue cuidando de sus amigos. No puede aceptar que los chicos, también por su muerte, hayan disuelto un vínculo tan especial y hará todo lo posible para poder reunirlos.
Mientras tanto, nuevos pacientes llegan al hospital:
- Nina es una chica rebelde que está internada por un cáncer de mama: encontrará la fuerza para enfrentarse a sus miedos gracias a Leo, con quien creará un vínculo muy especial, llegando incluso a intercambiar un beso, lo que pondrá celosa a Cris.
- Chicco es un joven filipino que, conduciendo su scooter en estado de ebriedad, golpea involuntariamente a su compañera de clase, Beatrice, que ahora está en coma en el mismo hospital.
- Beatrice, conocida como Bea, formará un vínculo especial con Rocco, quien es el único del grupo que realmente puede entender que ella haya pasado de esa situación de limbo entre la vida y la muerte.
- Flaminia, conocida como Flam, una niña ciega que anima los acontecimientos de la serie y que, a pesar de tener solo seis años, consigue dar a todos, y en particular a Chicco, grandes lecciones de vida. De hecho, de inmediato se formará una gran amistad entre ambos: se ayudarán mutuamente a afrontar sus dificultades, el miedo de Chicco por su acto irresponsable que llevó a Bea al coma y el miedo de Flam a enfrentarse a una difícil operación que podría devolverle la vista. .

Chicco le enseñará a Flam a sentir los colores, gracias al uso del tacto y el olfato con la comida presente en la cocina del hospital, mientras que la pequeña le enseñará a ver, poniendo el corazón por delante. De hecho, ella es la única que entiende que Chicco tiene un alma buena y que se ha arrepentido del hecho que cometió, y lo ayudará, junto con Rocco, a pedirle perdón a Bea. Sus disculpas permitirán que la niña despierte, ante el asombro general de médicos y pacientes. Chicco, por su parte, ayudará a Flam a recuperarse tras descubrir que la importante operación no ha dado los resultados deseados y que, por ahora, aún no podrá ver.
Mientras tanto, el líder Leo sigue saliendo con Cris y su relación se ha vuelto más intensa. El chico finalmente está a punto de ser dado de alta del hospital y planea su futuro con su amada, sin embargo, en la fiesta de su cumpleaños número 18, le informan que tiene un nuevo tumor cerebral. Decide ocultarle la verdad a Cris para no hacerla sufrir de nuevo, y la deja con la excusa de no amarla más, fingiendo amar a Nina. Sin embargo, la niña se desespera, y para estar cerca de él finge recaer en sus problemas de alimentación siendo hospitalizada nuevamente. Cuando se da cuenta de que la ficción no está dando los resultados deseados, intenta escapar del hospital tirándose por la ventana, pero cae y corre el riesgo de morir a consecuencia del traumatismo craneal relatado, provocando sentimientos de culpa en Leo.
Vale, al ver a sus amigos discutiendo por un malentendido, le cuenta la verdad a Cris, y ella, tras un momento de desánimo por la noticia, corre hacia su amado, diciéndole que pretende apoyarlo. Vale se niega a realizar los controles necesarios por temor a que le vuelvan a diagnosticar cáncer, abandonando efectivamente a sus amigos, por lo que Leo lo echa del grupo. Más tarde, se arma de valor para hacer el chequeo al ser perdonado por el líder.
Mientras tanto, Toni, el único que todavía cree plenamente en las pulseras rojas, decide convertirse en auxiliar de enfermería, tanto para estar cerca de su abuelo, que tendrá que ser hospitalizado para ser operado, como para estar cerca de Leo y Rocco.
La vida de los brazaletes se ve sacudida por una mala noticia: Nicola tuvo un infarto y se está muriendo. Antes de morir, le pide a Leo que vaya a la isla de San Nicola para llevarle un anillo y una carta a su amada: White.
Durante la fiesta de cumpleaños de Leo, llegan los resultados de sus análisis y los de Vale: este último está perfectamente curado, mientras que el tumor del líder es particularmente grave y le deja muy pocas esperanzas de sobrevivir. Leo desesperado renuncia a la idea de morir, por lo que decide ser dado de alta del hospital para cumplir los últimos deseos de Nicola, siendo seguido por : Cris, Vale, Toni y el fantasma de Davide, Rocco sin embargo, decidió no ir con sus amigos, porque los médicos tenían que decidir si operarían o no a Bea. Leo no les dijo a sus amigos la verdad sobre el tumor, de hecho el chico decidió revelar sus críticas condiciones de salud solo a Nina.
Una vez en San Nicola, los brazaletes irrumpen en una fiesta. Toni conoce a una chica llamada Mela, quien le hace un gran chupetón del que todos se dan cuenta, mientras Leo y Cris hacen el amor por primera vez. Nina no puede callarse y le confiesa a Vale la gravedad de la enfermedad de Leo, Vale ya ha adivinado las intenciones del Líder. Al día siguiente, Leo va con Bianca, quien le muestra el punto del acantilado donde debe esparcir las cenizas de Nicola. Misión cumplida, Leo está a punto de zarpar solo en una canoa decidido a esperar la muerte, pero el muchacho es detenido por sus amigos incitados por David. Los Brazaletes Rojos se unen en torno a su Líder y lo convencen de regresar al hospital para luchar una vez más contra el cáncer.

### Tercera temporada
Después de los eventos de la temporada 2, Leo decidió regresar al hospital para darles a sus médicos la oportunidad de curar su cáncer cerebral. Durante este largo período, además de estar unido por los brazaletes rojos, conoce a un hombre al que verá llevando flores a la tumba de su madre. Si bien inicialmente cree que es un amante de la mujer, solo hacia el final descubre que el hombre misterioso, vestido con el uniforme de un general, no es otro que su abuelo, quien, habiéndose opuesto al matrimonio entre su hija y el novio de esta última. (el padre de Leo), se ha vuelto insensible con todo el mundo, también había decidido no contestar más cartas que recibiera de su hija. Tras este descubrimiento, Leo decide enfrentarse a su abuelo. Solo gracias a la gran personalidad de este chico, el General, que se da cuenta de que nunca ha sido confrontado y acusado por nadie con tanta determinación, logra convertir y cambiar de opinión sobre su familia y Leo.
Además, Leo siempre tendrá un fuerte punto de referencia: Cris, que después de que los dos hicieran el amor en la playa de la isla de Nicola, quedara embarazada, dará a luz en la isla. Después de un matrimonio rápido y feliz, los dos jóvenes forman su familia. El hijo exige a Cris que pague un alto precio, pues la obliga a ir en contra de sus padres, quienes, como siempre, están en contra de su voluntad, al contrario, su hermana Carola, al final ella cambia su forma de pensar, y puede entender a su hermana. Cris decide desde un principio quedarse con el niño que lleva en su vientre, pues considera que es el único recuerdo que tendrá de Leo si éste muriera de cáncer.
La vida de Leo, sin embargo, sufre un cambio profundo e intenso también desde este punto de vista, el cáncer cerebral, de hecho, será definitivamente eliminado gracias a una intervención de la Dra. Lisandri inmediatamente después de su matrimonio con Cris. Este cáncer, contra el que Leo luchó duramente durante su adolescencia, será representado, en el limbo entre la vida y la muerte, por un feroz león.
Vale, el subdirector, ahora curado de cáncer, logra encontrar a una niña fuera del hospital, su nombre es : Bonito. Esta chica, de la que se enamora y con la que también vivirá su primera vez, se sentirá inicialmente incómoda con el chico, tanto porque, según su opinión, le da demasiada importancia a sus amigos que a ella. una novia, y porque estará involucrada en el contexto donde Vale vive desde hace mucho tiempo, es decir, el hospital. Sin embargo, el conocimiento de los Brazaletes Rojos poco a poco tendrá un efecto positivo en la vida de Bella, quien aprenderá a amar a su novio con todo su ser, y a profundizar diversas amistades y relaciones que solo la enfermedad física hace especiales. El papel de Vale en esta temporada, por lo tanto, es muy importante para todos los chicos del hospital, especialmente para Nina y Cris, quienes serán ayudados por Vale en varios momentos de crisis y desánimo.
Nina, la chica que aparece en la segunda temporada a la que le han diagnosticado cáncer de mama, se enamora de un nuevo cirujano, el doctor Pietro Baratti, un hombre encantador pero también de corazón duro. Justo después de conocer a Nina, su alma lo transformará en una persona fuerte, valiente y sensible hacia los pacientes del hospital. Sin embargo, Nina comprenderá que el romance con este médico es imposible debido a la enorme diferencia de edad. Sin embargo, su presencia también será fundamental para un chico nuevo, Bobo, que ingresa en el hospital para realizarse un trasplante de corazón. Él también, inicialmente duro e insensible, se convierte en un niño dulce y sensible gracias al conocimiento de los Brazaletes rojos, de los que más tarde se convertirá en miembro. Sin embargo, logrará arrebatarle un beso a Nina, de quien se enamorará, aunque esta historia de amor tendrá un final inesperado: de hecho, durante un viaje a la isla de Nicolás, en el que participan : Vale, Cris y Nina, esta última se golpea la cabeza con una roca mientras se lanza al agua para salvar a Cris, luego de que la niña tuviera calambres provocados por su embarazo. Aunque Cris se salva, Nina entra en un coma del que nunca más despertará. Aunque, su corazón sigue latiendo, de hecho, su cerebro ya no responde a ningún estímulo. Sin embargo, antes de morir, Nina logra, con la ayuda de Davide y Toni, hacer comprender al Doctor Baratti su intención de entregar su corazón a Bobo, de hecho, el niño será operado inmediatamente después y podrá recuperarse de su enfermedad. gracias al corazón de Nina, que late dentro de él. Incluso la madre de Bobo, Vanessa, una mujer joven y encantadora, se enamorará del médico, y será su presencia la que genere una relación de complicidad entre el médico y su hijo. Antes de morir, Nina podrá ponerse en contacto con sus padres aunque sea de una forma totalmente inesperada, pues sin que ellos lo sepan, descubrirán la enfermedad de su hija solo gracias a una artimaña que será desenmascarada por los diversos inconvenientes y la vida diferente. circunstancias.
Flam, la niña ciega que había aparecido en la Segunda Temporada, descubre un secreto que tendrá un desenlace muy positivo en su vida: al principio de la temporada, en efecto, descubre que tiene una media hermana paterna mayor, Margi., una hija que su padre tuvo con su primera esposa. La niña, cuyo nombre es Margherita, conoce a su media hermana por primera vez en el hospital, e inmediatamente se crea un vínculo fraternal entre los dos. La niña también permite que Flam se recupere definitivamente de la ceguera, al trasplantar sus células madre al cuerpo del niño, así Margi puede permitir que los médicos continúen con la operación de los ojos, que finalmente tendrá un resultado positivo. Flam cuenta con la ayuda, como en la Segunda Temporada, de Chicco, quien, profundamente apegado a la niña, será para ella una auténtica guía de referencia fraterna: no en vano, el niño la ayuda a aprovechar al máximo el don de la vista a través del descubrimiento de los colores.
Margi se enamora de Bobo, quien inicialmente no se sentirá atraído por ella, estando enamorado de Nina. Sin embargo, poco a poco, su amor por Bobo se irá igualando gracias a su pasión por la fotografía, ya que él, al ver las fotos que le ha hecho Margi, se sentirá profundamente comprendido y comprendido por la chica.
Toni, por su parte, trabaja en el hospital, mientras su abuelo está hospitalizado allí, como siempre será el mensajero de Davide, el único vínculo entre el chico y el resto de sus amigos. Gracias a este regalo, Toni comprenderá las intenciones de Davide y, sobre todo, hará comprender a los padres de Nina que su hija desea entregar su corazón a Bobo tras su muerte. Además, Toni podrá expresar su amor por Mela, la chica que él mismo conoce junto a sus amigos en la isla de Nicola al final de la Segunda Temporada y que regresa al hospital tras una operación de apéndice.

## Episodios
| Temporada         | Episodios | Emisión original |
| ----------------- | --------- | ---------------- |
| Primera temporada | 6         | 2014             |
| Segunda temporada | 5         | 2015             |
| Tercera temporada | 8         | 2016             |

## Reparto
- Leone "Leo" Correani (temporadas 1-3), interpretado por Carmine Buschini.
- Cristina "Cris" Valli (temporadas 1-3), interpretada por Aurora Ruffino.
- Valentino "Vale" Maggi (temporadas 1-3), interpretado por Brando Pacitto
- Davide Di Salvo (temporadas 1-3), interpretado por Mirko Trovato.
- Antonio "Toni" Cerasi (temporadas 1-3), interpretado por Pio Luigi Piscicelli.
- Rocco Sabatini (temporadas 1-3), interpretado por Lorenzo Guidi.
- Ruggero (temporadas 1-3), interpretado por Moisè Curia.
- Dra. Mariapia Lisandri (temporadas 1-3), interpretada por Carlotta Natoli.
- Beatrice "Bea" Perugia (temporada 2), interpretada por Angela Curri.
- Nina D'Alessandro (temporadas 2-3), interpretada por Denise Tantucci.
- Flaminia "Flam" Morris (temporadas 2-3), interpretada por Cloe Romagnoli.
- Mappantai "Chicco" Gnilo Tna (temporadas 2-3), interpretado por Daniel Lorenz Alviar Tenorio.
- Bella (temporada 2-3), interpretada por Silvia Mazzieri.
- Roberto "Bobo" Repetto (temporada 3), interpretado por Nicolò Bertonelli.
- Margherita "Margi" Morris (temporada 3), interpretada por Maria Melandri.

## Producción
Braccialetti Rossi es la versión italiana de la serie española Pulseras rojas, inspirada en la historia real del escritor español Albert Espinosa que, tras diez años de cáncer, consiguió recuperarse, relatando luego su experiencia en un libro.
La serie duró tres temporadas, con un total de 19 episodios. La primera temporada, que consta de 6 episodios, se emitió del 26 de enero al 2 de marzo de 2014, mientras que la segunda, que consta de 5 episodios, se emitió del 15 de febrero al 15 de marzo de 2015. El 18 de marzo de 2016, sin embargo, se completó el rodaje de la tercera temporada, que consta de 8 nuevos episodios, que se emitieron a partir del 16 de octubre de 2016, con la confirmación de todo el elenco y varias entradas nuevas.
La serie fue filmada casi en su totalidad en Fasano, Puglia, dentro de la estructura del CIASU (Centro Internacional de Altos Estudios Universitarios), en el que se reconstruyó por completo el hospital de la serie. Otras escenas se rodaron en Monopoli y en el interior del estadio de natación de Bari en la piscina exterior de la estructura, en las que se establece el limbo entre la vida y la muerte en el que se encuentran los distintos personajes de la serie (especialmente Rocco en la primera serie y Bea en la segunda serie, ambos en coma, Davide en la primera serie, Nina y Leo en la tercera serie). Las locaciones utilizadas en la segunda temporada se mantienen sin cambios, solo se agregan el parque de diversiones Zoo Safari Fasanolandia y los exteriores de la escuela Vale en Fasano (en flashbacks y en las escenas filmadas durante las intervenciones.

## Curiosidad
- En la primera temporada Leo, durante un diálogo con Vale, dice que su madre murió un año antes, es decir, cuando él tenía 15 años, pero en la Tercera Temporada, la serie hace un retcon visual, y se muestra, a través de flashbacks, que su madre murió cuando él aún era un niño.
- En el tercer episodio de la Primera Temporada, cuando Leo y Vale discuten irónicamente el amor que sienten por Cris, aparece un enfermo de cáncer que resulta ser un cameo: se trata de Niccolò Agliardi, el cantante que grabó la banda sonora de la ficción. También hace otra aparición en el último episodio.
- En las primeras escenas del último episodio de la Segunda Temporada, cuando el grupo está en el ferry a las Islas Tremiti, se ve a Leo y Cris imitando a Jack y Rose de la película. : Titanic .
- Davide aparece como un fantasma en la segunda y tercera temporada que solo Toni puede ver hasta el final de la segunda temporada, ya que luego podrá comunicarse con los demás miembros del grupo para evitar que Leo se vaya debido a su cáncer cerebral. . El personaje podrá entonces hacer sentir su presencia a través de su madrastra Lilia que lo escucha pero no lo ve.

## Banda sonora
La serie cuenta con su propia banda sonora original compuesta por Stefano Lentini de la que solo se ha editado el álbum de la primera temporada con el título Watanka. El tema principal de la serie "Main Theme" de Stefano Lentini también se ha publicado en los álbumes que recopilan las canciones escritas por Niccolò Agliardi, incluido el tema principal de las tres temporadas titulado Brazaletes rojos (banda sonora) . En 2014 Stefano Lentini y Niccolò Agliardi recibieron el Premio Cinearti La chioma di Berenice como Mejor Banda Sonora de Ficción 2013.
Iniciales
- 2014 – Conta de Francesco Facchinetti, Niccolò Agliardi
- 2015 – L'inizio del mondo de Francesco Facchinetti, Niccolò Agliardi
- 2016 – Simili por Laura Pausini

## Premios y reconocimientos
- Festival de ficción de Roma:
  - 2014 – Premio Especial del Jurado a los protagonistas de la serie (Carmine Buschini, Brando Pacitto, Aurora Ruffino, Mirko Trovato, Pio Luigi Piscicelli y Lorenzo Guidi)[3]
- Premio Cinearti El cabello de Berenice:
  - 2014 – Premio a la mejor banda sonora de ficción para Stefano Lentini y Niccolò Agliardi
- Premio Banda Sonora:
  - 2015 – Mejor Banda Sonora de Ficción 2014 para Stefano Lentini[4]
- Premio Rodolfo Valentino:
  - 2015 – Mejor Ficción[5]
- Premio a la dirección de televisión:
  - 2015 - Mejor ficción[6][7]
- Premio Experiencia Giffoni:
  - 2016 – Mejor ficción
- Premio Social:
  - 2016